# Carabella
Carabella  (лат.) — род аранеоморфных пауков из подсемейства Amycinae в семействе пауков-скакунов (Salticidae). Оба вида этого рода распространены только в Панаме (Центральная Америка).

## Виды
- Carabella banksi Chickering, 1946 — Панама typus
- Carabella insignis (Banks, 1929) — Панама